# Мамчурі
Мамчурі́ — село в Україні, у Заболотцівській сільській громаді Золочівського району Львівської області.

## Назва
У 1990 р. назву села Мамчури було змінено на одну літеру.

## Розташування
Відстань до Бродів становить 24 км, що проходить автошляхом місцевого значення. Відстань до найближчої залізничної станції Пониковиця становить 17 км.

## Сучасність
Село Мамчурі, а також Ражнів, Велин, Вовковатиця та Руда-Брідська підпорядковані Ражнівській сільській раді. 7 липня 2015 року утворена Заболотцівська сільська громада, до складу якої увійшло с. Мамчурі. Населення становить 11 осіб.
12 червня 2020 року, відповідно до розпорядження Кабінету Міністрів України № 718-р «Про визначення адміністративних центрів та затвердження територій територіальних громад Львівської області», село увійшло до складу Заболотцівської сільської громади.
19 липня 2020 року, в результаті адміністративно-територіальної реформи та ліквідації Бродівського району, село увійшло до складу новоствореного Золочівського району.